# Helsingfors Simsällskap
El Helsingfors Simsällskap o HSS es un club acuático finlandés en la ciudad de Helsinki.

## Historia
Es el club con más títulos nacionales de waterpolo en Finlandia.

## Palmarés
- 47 veces campeón de la liga de Finlandia de waterpolo masculino